# Nassarius prysmaticus
Nassarius prysmaticus is een slakkensoort uit de familie van de Nassariidae. De wetenschappelijke naam van de soort is voor het eerst geldig gepubliceerd in 1814 door Brocchi.